# ハリス・ライアン
ハリス・ライアン（Harris J. Ryan, 1866年1月8日 - 1934年7月3日）は、アメリカ合衆国の電子工学者でスタンフォード大学教授である。コーネル大学卒業。高電圧動力への多大な貢献で知られ、1925年にIEEEからエジソンメダルを受賞した。1920年に全米科学アカデミーのメンバーに選ばれ、1923年から1924年までIEEEの前身の1つ米国電気学会の会長を務めた。